# Senecio renardii
Senecio renardii là một loài thực vật có hoa trong họ Cúc. Loài này được Winkl. miêu tả khoa học đầu tiên năm 1882.